# 克里爾維卡灣
克里爾維卡灣，是南極洲的海灣，位於毛德皇后地的瑪塔公主海岸，處於博克內塞特角和特羅爾謝爾內塞特岬之間的芬布爾冰架南部，挪威製圖師根據探險隊的測量和拍攝的空中照片繪入地圖，現時由南極條約體系管理。